# Campagne d'Italie (1859)
Pour les articles homonymes, voir Campagne d'Italie.
Campagne d'Italie
Batailles
- Montebello
- Varèse
- San Fermo
- Palestro
- Turbigo
- Magenta
- Melegnano
- Treponti
- Solferino
- San Martino

La campagne d'Italie de 1859, aussi appelée seconde guerre d'indépendance italienne, voit s'affronter les armées de l'Empire français et du royaume de Sardaigne à celles de l'empire d'Autriche. Sa conclusion favorable aux Italiens permet la réunion de la Lombardie au royaume de Sardaigne et de poser les bases de la constitution du royaume d'Italie.

## Contexte

La péninsule italienne avant l'intervention française.

Camillo Benso, comte de Cavour, Premier ministre du royaume de Sardaigne depuis 1852, se rapproche de la France et de l’Angleterre afin d’obtenir une place parmi les puissances européennes les plus progressistes. Dans cette perspective, il envoie en 1855 un corps de bersaglieri en Crimée aux côtés de la France, du Royaume-Uni et de l'Empire ottoman, ce qui lui permet de s’asseoir à la table des négociations du congrès de Paris de 1856 et de nouer des premiers contacts avec Napoléon III.
C’est ainsi qu’en juillet 1858, à Plombières, dans l'Est de la France, Cavour et l'Empereur signent un traité secret (les accords de Plombières) par lequel la France s’engage à intervenir aux côtés du royaume de Sardaigne dans le cas d’une attaque autrichienne. En contrepartie de cette alliance défensive, il est décidé qu'en cas d’annexion au Piémont de Bologne, de la Lombardie, de la Vénétie et de certains domaines de Venise sur la côte orientale de l'Adriatique, la Savoie et le comté de Nice seront cédés à la France.
Fort de cet accord, le gouvernement piémontais adopte au début de l’année 1859 un comportement offensif et passablement provocateur envers l’empire d'Autriche. Giuseppe Mazzini et Giuseppe Garibaldi sont en effet rentrés en Italie et on confie à ce dernier l’organisation d’un corps de volontaires, les chasseurs des Alpes (Cacciatori delle Alpi), sans mettre de limite dans l’enrôlement des exilés provenant du royaume de Lombardie-Vénétie sous domination autrichienne.
Face à cette agitation, l'Autriche, informée des accords de Plombières, décide de prendre l'initiative en rééditant l’opération qui avait réussi en 1849, à Novare, au maréchal Radetzky contre Charles-Albert de Sardaigne. Le 26 avril, l’empire déclare la guerre au royaume de Sardaigne : la France, engagée par son alliance défensive et sans opposition politique interne, décide d’honorer le traité.

## Forces
L'armée d'Italie, rassemblée par la France pour la campagne, compte 170 000 soldats, 20 000 cavaliers et 312 canons, soit la moitié de toute l'armée française. Sous le commandement de Napoléon III, elle est divisée en cinq corps : le 1er corps dirigé par Achille Baraguey d'Hilliers, le 2e corps dirigé par Patrice de Mac Mahon, le IIIe corps dirigé par François Certain Canrobert, le IVe corps dirigé par Adolphe Niel et le Ve Corps dirigé par le prince Napoléon. Quant à la Garde impériale, elle est commandée par Auguste Regnaud de Saint-Jean d'Angély.
L'armée sarde compte environ 70 000 soldats, 4 000 cavaliers et 90 canons. Elle a aussi été divisée en cinq corps, dirigés par Castelbrugo, Manfredo Fanti, Giovanni Durando, Enrico Cialdini et Domenico Cucchiari (it). Deux formations bénévoles, les Cacciatori delle Alpi et les Cacciatori degli Appennini (les Chasseurs des Apennins) sont également présentes. Le commandant en chef est Victor-Emmanuel II de Savoie, soutenu par Alfonso Ferrero la Marmora.
L'armée autrichienne a déployé deux fois plus de canons et presque autant d'hommes ainsi que de cavaliers que ne compte la coalition franco-sarde : forte de 220 000 soldats, 824 canons et 22 000 cavaliers, elle est dirigée par le feld-maréchal Ferencz Graf Gyulai.

## Invasion autrichienne du Piémont
Le 29 avril 1859, l’armée autrichienne de Gyulai franchit le Tessin — la rivière qui sépare le Piémont de la Lombardie — à proximité de Pavie et envahit le territoire piémontais ; le 30, elle occupe Novare, Mortara et, plus au nord, Gozzano, le 2 mai Vercelli et le 7 Biella. Dans un premier temps, l’armée piémontaise ne s’oppose pas à l’opération, se trouvant plus au sud entre Alexandrie, Valenza et Casale. Les Autrichiens arrivent à 50 km de Turin.
Un ordre express de Vienne suggère à Gyulai que « le meilleur théâtre d’opérations est le Mincio », là où les Autrichiens avaient, onze ans plus tôt, battu l’armée piémontaise et sauvé leurs possessions en Italie. Gyulai fait alors demi-tour et se retire au-delà du Sesia puis vers la Lombardie. De la sorte, les Autrichiens renoncent à battre séparément les Piémontais et les Français, en permettant la jonction des deux armées.

## Libération de la Lombardie

La bataille de Varèse, Quinto Cenni, 1889.

Napoléon III — accompagné d'Henri Conneau — part le 10 mai de Paris, débarque le 12 à Gênes et rejoint le 14 le camp d’Alexandrie pour prendre sur-le-champ le commandement de l’armée franco-piémontaise. Le 20 mai 1859, Gyulai envoie une forte troupe en reconnaissance au sud de Pavie. Elle est arrêtée à Montebello (20-21 mai) par les Français du général Élie Frédéric Forey et par la cavalerie sarde du colonel Tomaso Morelli di Popolo, qui meurt le lendemain de ses blessures.
Le 22 mai, les chasseurs des Alpes passent en Lombardie par le lac Majeur à Sesto Calende, avec l’objectif de soutenir l’offensive principale sur le front, côté Préalpes. Le 26 mai, ils défendent Varèse contre une attaque des forces autrichiennes, supérieures en nombre, menée par le général Karl von Urban. Le 27 mai, ils battent les Autrichiens à la bataille de San Fermo et occupent Côme, principale ville de la région.
Les 30 et 31 mai, les Piémontais d’Enrico Cialdini remportent une victoire importante à la bataille de Palestro, durant laquelle une contre-attaque est confiée au 3e régiment de zouaves du colonel de Chabron et à laquelle prend part le roi Victor-Emmanuel II de Savoie, qui reçoit le grade de caporal des zouaves.

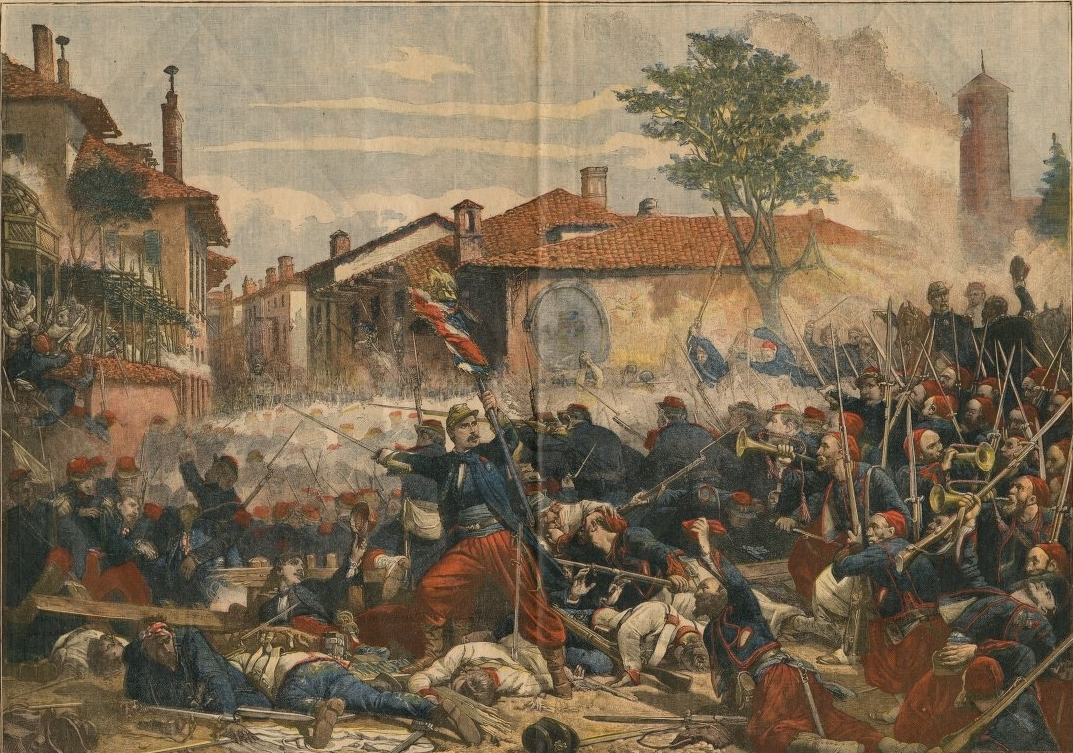
Bataille de Magenta, Adolphe Yvon, 1863.

Parallèlement, les Français franchissent le Tessin le 2 juin et battent les Autrichiens le lendemain, 3 juin, à la bataille de Turbigo. Gyulai concentre alors ses forces à proximité de la petite ville de Magenta. Il y est assailli le 4 juin par les Français, qui remportent la bataille de Magenta. La victoire est principalement à attribuer à Patrice de Mac Mahon et à Auguste Regnaud de Saint-Jean d'Angély, qui sont nommés sur le champ de bataille maréchaux de France. Emmanuel Félix de Wimpffen et le général Manfredo Fanti ont tenu également un rôle de premier plan au sein de la seule unité sarde engagée.
Le 5 juin, l'armée autrichienne vaincue évacue Milan. Le 7 juin, précédé par les troupes algériennes, Mac Mahon pénètre dans la ville pour préparer l’entrée triomphale de Napoléon III et de Victor-Emmanuel. Ils entrent à leur tour par l’arche de la Paix et la place d’armes (aujourd’hui parco Sempione), où est déployée la Garde impériale, sous les acclamations de la population. Le 8 juin, les chasseurs des Alpes sont à Bergame et le 13 à Brescia, qui sont évacuées par les Autrichiens.
Le 9 juin, le conseil municipal de Milan vote par un plébiscite l’annexion de la Lombardie au royaume de Victor-Emmanuel II.

## Avancée vers les forteresses du quadrilatère

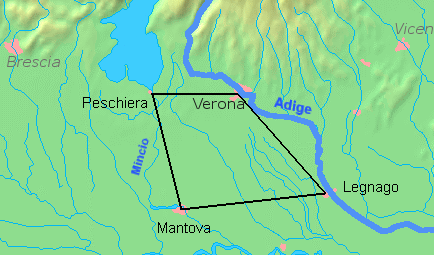
Les quatre forteresses du quadrilatère.

Entre-temps, les Autrichiens se regroupent au-delà de l’Adda, étape pour les forteresses du quadrilatère. La route passe par Melegnano, une citadelle fortifiée. Le soir du 6 juin, une arrière-garde autrichienne de 8 000 hommes prend possession du lieu, ainsi que deux escadrons de dragons et hussards. Le 8 juin au soir, la ville est prise par les Français après la sanglante bataille de Melegnano : 1 000 tués parmi les assaillants et 1 200 parmi les défenseurs. Le gros de l’armée autrichienne poursuit néanmoins sa marche et rejoint à Vérone l’empereur François-Joseph Ier d'Autriche, qui a relevé Gyulai de son commandement.
Le 12 juin, les Franco-Piémontais reprennent leur marche ; ils passent l'Adda le 13 et rejoignent Bergame et Brescia le 14, passent l'Oglio le 16 et sont au-delà du Chiese le 21, pour arriver finalement là où l’état-major autrichien désirait les rencontrer dès le début du conflit.
Parallèlement, les Franco-Piémontais débarquent et occupent les îles de Lussino (Lošinj) et Cherso (Cres) en Adriatique.

## Solférino et San Martino

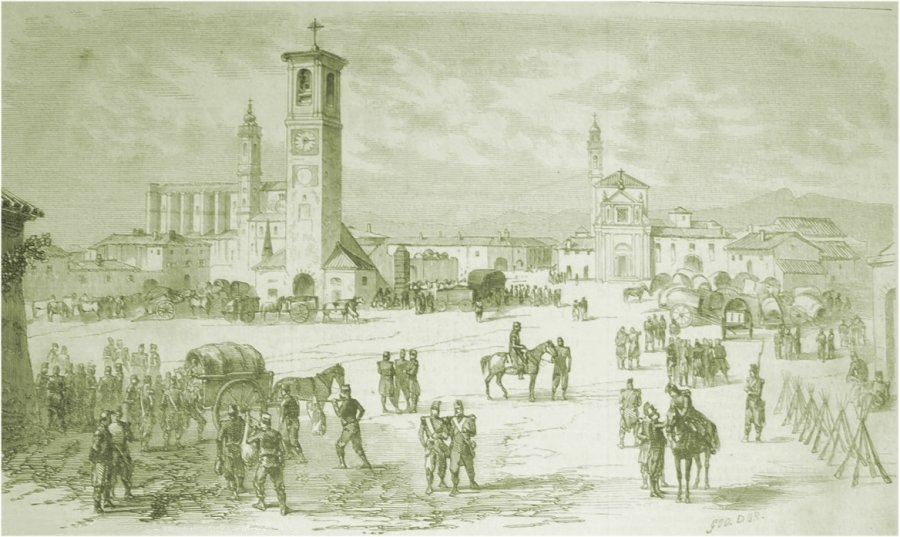
La garde impériale de l'armée française campée à Travagliato, 17 juin 1859.

Le 24 juin, les Franco-Piémontais gagnent une grande bataille (partagée en bataille de Solférino et bataille de San Martino), débutée par une importante attaque autrichienne. Au terme des combats, les Autrichiens sont rejetés au-delà du Mincio, mais ils ont la possibilité de s’appuyer sur leurs grandes forteresses et de recevoir des renforts des différentes parties de leur vaste empire. Menacé par ailleurs d'une intervention prussienne, Napoléon III décide de négocier une paix et prend contact avec François-Joseph.
Le 8 juillet, un accord est passé pour la suspension des hostilités. Le 11 juillet, les deux empereurs se rencontrent à Villafranca di Verona. Le 12 juillet, l’armistice de Villafranca est signé.

## La paix de Zurich
La paix de Zurich est négociée et signée les 10 et 11 novembre 1859 : les Autrichiens cèdent la Lombardie à la France qui la rétrocède à la Savoie, mais conservent la Vénétie et les forteresses de Mantoue et Peschiera. Les souverains de Modène, Parme et Toscane auraient dû réintégrer leurs États. Tous les États italiens, y compris la Vénétie encore autrichienne, auraient dû s’unir dans une confédération italienne présidée par le pape. Mais le traité ne répond pas aux objectifs des protagonistes en ce sens que la Confédération italienne ne présente finalement aucun avantage pour la cause nationale italienne, et même garantit la poursuite d'un rôle autrichien dans la péninsule, ce qui ne convient pas davantage aux Français.
En outre, les gains du Piémont s'avérant inférieurs à ceux prévus lors des accords de Plombières, le Piémont n'est plus tenu de céder Nice et la Savoie à la France. Or, Napoléon III a besoin de ces compensations territoriales pour justifier la guerre qu'il vient de mener auprès de sa propre opinion publique.

## L'annexion des duchés
Déçu de l'arrêt porté à l'unification de l'Italie par une paix qu'il juge trop rapide, Cavour quitte le gouvernement — il reviendra en 1860, en tant que président du Conseil — mais ne reste pas inactif pour autant.
Les populations de l'Émilie et de l'Italie centrale envisageaient de se rebeller dans l'hypothèse du retour de leurs souverains respectifs, et Cavour sait convaincre les chancelleries européennes des risques de conspiration mazzinienne. Ainsi, les mois qui suivent, le duché de Parme, le duché de Modène et le grand-duché de Toscane votent alors des plébiscites pour l'union au royaume de Sardaigne, de même que l'Émilie et la Romagne. Manquent les Marches et l’Ombrie, entre-temps reprises par les troupes du pape (massacre de Pérouse), qui seront enlevées par la suite aux États pontificaux par les Piémontais.
Ce n'est qu'à la suite de ces événements que le Piémont accepte de signer le traité de Turin, le 24 mars 1860, qui donne la Savoie et Nice à la France (sauf les cantons de Tende et de La Brigue dans l'arrière pays niçois, qui reviendront à la France en 1947 après référendum, dernières parcelles de la France métropolitaine à être intégrées à la suite du traité de paix consécutif à la Seconde Guerre mondiale).

## L'annexion du royaume des Deux-Siciles

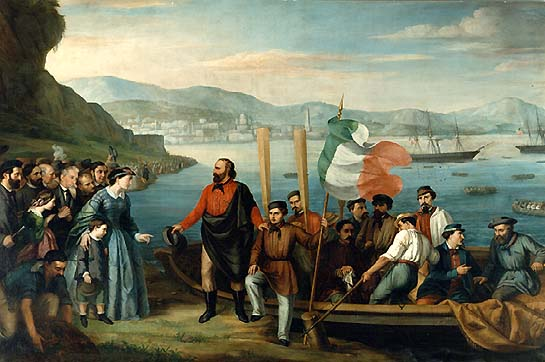
Le commencement de l'expédition à Quarto.

Dans le royaume des Deux-Siciles, le jeune François II qui a succédé à son père Ferdinand II, mort prématurément, devient une proie facile pour les conseillers intéressés à la cause de l’unité italienne. Or, il ne mesure pas la gravité de la situation et met ses espoirs dans une politique de modération qui permet aux carbonari de s’infiltrer au sein même de l’armée, ce qui a pour effet d’encourager les ennemis et de décourager les plus fidèles sujets.
Au début d’avril 1860, les révoltes de Messine et Palerme constituent les prémices d’une intervention dans le sud. Des débarquements ont déjà été tentés en 1844 par les frères Bandiera et en 1857 par Carlo Pisacane.
Le 6 mai 1860, mille patriotes venus de toutes les régions d'Italie, commandés par Giuseppe Garibaldi, s'embarquent à Gênes pour prendre possession du royaume des Deux-Siciles et débarquent à Marsala en Sicile.
S'ensuit une succession de batailles remportées par les garibaldiens, qui débarquent ensuite en Calabre.
Le roi François II abandonne sa capitale Naples, où Garibaldi fait son entrée le 7 septembre.
L'épopée des Mille se termine par la rencontre entre Garibaldi et Victor-Emmanuel II qui dissout les troupes garibaldiennes le 26 octobre.
Le dernier obstacle dépassé avec le bombardement de Capoue, les troupes piémontaises prennent position face à la forteresse de Gaète où François II, sans l'aide des puissances européennes, résiste.
Seule la France s’applique à défendre la forteresse, en fait Napoléon III espère convaincre François II d'une reddition après une résistance symbolique. Après que la France, convaincue par Cavour, a éloigné ses bateaux, Cialdini complète le siège avec l’intervention de Persano aux commandes de la flotte.
Dans les derniers jours du siège, pendant les négociations pour la reddition (intervenue le 14 février 1861) il n’y a aucune interruption des bombardements de la forteresse, il en est de même à Messine (reddition le 12 mars) et Civitella del Tronto (le 20 mars, trois jours après la proclamation du royaume d'Italie) aggravée par la menace d’exécution de masse des « rebelles ». Dans ce dernier cas, les menaces furent mises à exécution avec l’exécution des officiers et gradés considérés comme des « brigands ».

## Conséquence de la proclamation du royaume d’Italie

La péninsule italienne en 1860.

Avec ces opérations se termine la première phase de l’unité italienne ; seules Rome, possession du pape, et la Vénétie, aux mains des Autrichiens, restent séparées du royaume de Sardaigne.
Cavour, conscient des problèmes administratifs qui sont nés de l’annexion des nouvelles provinces, crée entre le 10 et le 26 mai 1859 la Commission Giulini (it), dans le but d’élaborer un projet de loi qui entrerait en vigueur en Lombardie immédiatement après la fin de la guerre. Cavour veut que le gouvernement, avec l’annexion des nouveaux territoires au Piémont de Victor-Emmanuel, maintienne séparées les organisations administratives des deux régions, laissant subsister en Lombardie une partie des institutions autrichiennes.
Le 18 février 1861, Victor-Emmanuel II réunit à Turin les députés de tous les États qui reconnaissent son autorité. Le 17 mars, il prend le titre de roi d'Italie par grâce de Dieu et volonté de la nation, maintenant le numéro qu’il avait en sa qualité de roi du royaume de Sardaigne. L’Italie est gouvernée sur la base de la constitution libérale adoptée par le royaume de Sardaigne en 1848 (Statut albertin). Une armée italienne est créée.